# Joanna Wawrzyniak
Joanna Wawrzyniak (ur. 1975) – polska historyczka i socjolożka, wykładowczyni Uniwersytetu Warszawskiego.

## Życiorys
Joanna Wawrzyniak w 1999 uzyskała tytuł magistra historii na Uniwersytecie Warszawskim, zaś rok później Master of Arts nauk politycznych na Uniwersytecie Środkowoeuropejskim w Budapeszcie. W 2007 doktoryzowała się w Instytucie Socjologii UW w dyscyplinie nauk humanistycznych, specjalność – socjologia historyczna, na podstawie napisanej pod kierunkiem Marcina Kuli pracy Ofiary, męczennicy i bohaterowie II wojny. Studium dynamiki pamięci społecznej na przykładzie organizacji kombatanckiej ZboWiD. W 2019 habilitowała się na WFiS UW w dziedzinie nauk społecznych, dyscyplina – nauki socjologiczne, przedstawiając dzieło Polska socjologia historyczna pamięci zbiorowej w kontekście międzynarodowym: tradycje i transformacje.
Od 2008 zawodowo związana z Instytutem Socjologii UW (od 2020 Wydziałem Socjologii), w tym jako wicedyrektorka Instytutu (2014–2016). Założycielka Pracowni Pamięci Społecznej na UW. W roku akademicki 2018/2019 wykładała także w Europejskim Instytucie Uniwersyteckim we Florencji. Zrealizowała szereg grantów i projektów, w tym jako kierowniczka. Jej zainteresowania naukowe obejmują: pamięć zbiorową i biograficzną, socjologię historyczną, socjologię i antropologię ekonomiczną.
Wyróżniona nagrodami rektora UW (2008, 2011, 2012, 2015, 2016), tygodnika Polityka (2009), nagrodą na najlepszą pracę magisterską im. Jana Józefa Lipskiego (2000).
Posługuje się polskim, angielskim i francuskim.

## Publikacje książkowe
- Joanna Wawrzyniak: ZMP w terenie: stalinowska próba modernizacji opornej rzeczywistości. Warszawa: Wydawnictwo Trio, 2000, s. 160. ISBN 978-83-85660-98-9.
- Joanna Wawrzyniak: ZBoWiD i pamięć drugiej wojny światowej 1949–1969. Warszawa: Wydawnictwo Trio : Fundacja "Historia i Kultura", 2009, s. 354. ISBN 978-83-7436-185-9.
- Joanna Wawrzyniak, Anka Grupińska: Buntownicy: polskie lata 70. i 80.. Warszawa: Świat Książki, 2011, s. 519. ISBN 978-83-247-2473-4.
- Joanna Wawrzyniak, Kornelia Kończal: Listy do Henri Huberta i Marcela Maussa (1905–1937) = Lettres à Henri Hubert et à Marcel Mauss (1905–1937) / Stefan Czarnowski. Filip Rogalski, Damien Thiriet (tł.). Warszawa: Instytut Socjologii Uniwersytetu Warszawskiego : Oficyna Naukowa, 2015, s. 439. ISBN 978-83-64363-16-0.
- Zuzanna Bogumił, Joanna Wawrzyniak, Tim Buchen, Christian Ganzer, Maria Senina: The enemy on display: the Second World War in Eastern European museums. New York ; Oxford: Berghahn Books, 2015, s. 176. ISBN 978-1-78238-217-1. (ang.).
- Joanna Wawrzyniak, Małgorzata Pakier: Memory and change in Europe: Eastern perspectives. Oxford: Berghahn Books, 2015. ISBN 978-1-78238-930-9. (ang.). Brak numerów stron w książce
- Joanna Wawrzyniak: Veterans, Victims, and Memory: The Politics of the Second World War in Communist Poland (Studies in Contemporary History). Simon Lewis (tł.). Frankfurt am Main: Peter Lang, 2016, s. 259. ISBN 978-3-631-64049-4. (ang.).
- Joanna Wawrzyniak, Aleksandra Leyk: Cięcia. Mówiona historia transformacji. Warszawa: Wydawnictwo Krytyki Politycznej, 2020, s. 528. ISBN 978-83-66586-00-0.